# 新川村 (千葉県)

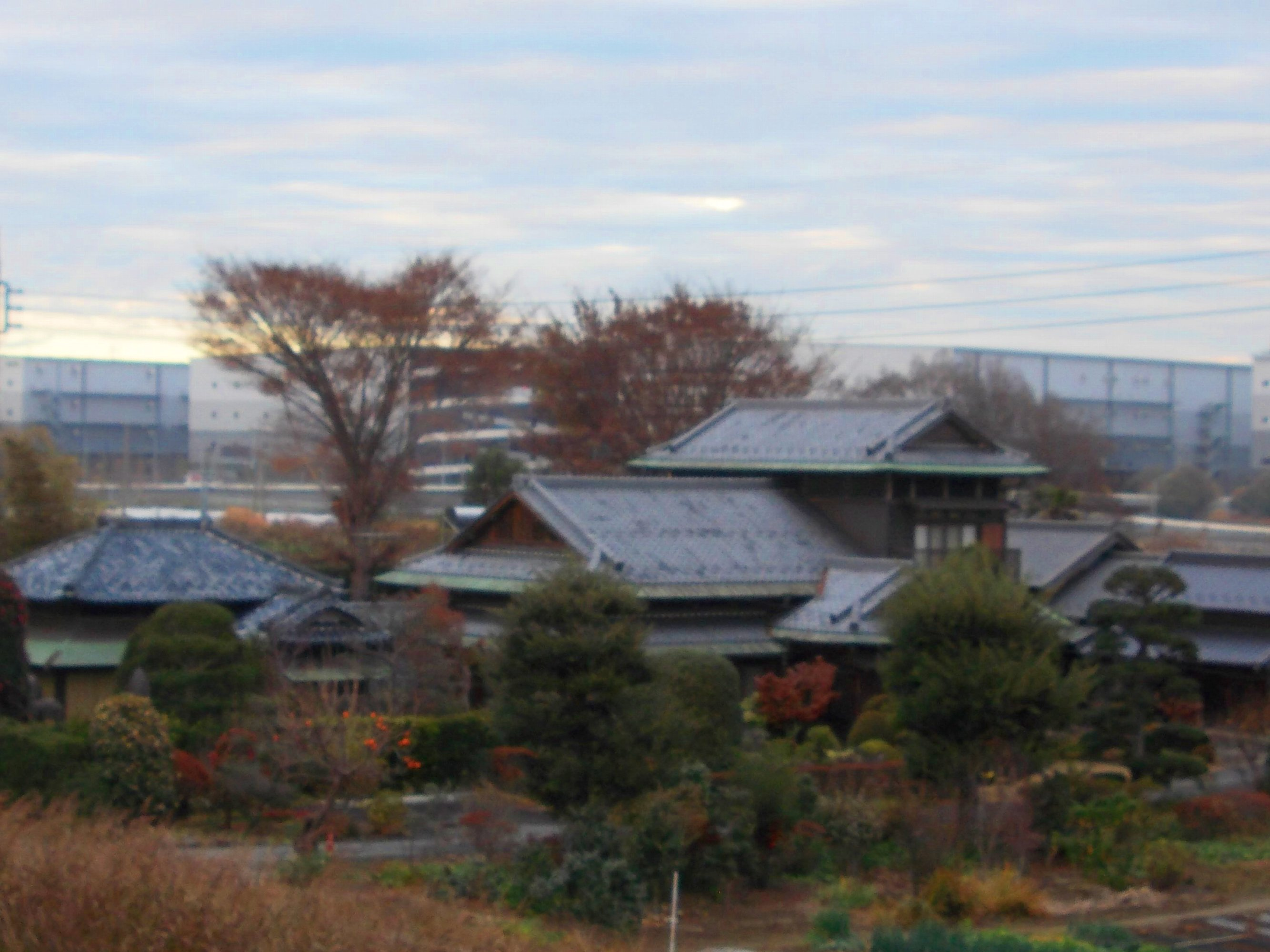

新川村（しんかわむら）は、1889年（明治22年）4月1日から1951年（昭和26年）4月1日まで存在した千葉県東葛飾郡の村。現在の千葉県流山市北部に当たる地域。

## 地理
- 河川：江戸川、派川利根川（現在の利根運河）

## 歴史

### 村名の由来
1641年に江戸川上流部（関宿-野田間）が人工水路として開削されて以来、この地方は新川と呼ばれ、商業取引等すべて新川の名で取引が行われていたため。

### 沿革
- 1873年（明治6年） - 大区小区制施行により、桐ヶ谷、大畔、北、下花輪、加谷、小屋、上新宿新田、上貝塚、南の各村は第12大区6小区に、平方、平方村新田、平方原新田、深井新田、中野久木、東深井、西深井等の各村は第12大区7小区に編入される。
- 1878年（明治11年） - 郡区町村編制法施行の際、以下の単位で村連合を組成する。
  - 南村、北村、小屋村および桐ヶ谷村
  - 大畔村および後に八木村となる駒木新田、駒木村、大畔新田、十太夫新田、青田新田、初石の各村
  - 下花輪村、上貝塚村、上新宿村、新宿新田および後に流山町となる三輪野山村
  - 平方村、平方村新田、中野久木村および平方原新田
  - 西深井村、東深井村および深井新田
- 1884年（明治17年） - 戸長役場所轄区域更定の際、以下の単位で同一戸長役場の所轄に属する。
  - 桐ヶ谷村、大畔村、北村、下花輪村、谷村、小屋村、上新宿村、上新宿新田、上貝塚村、南村、後に八木村となる駒木新田、駒木、大畔新田、十太夫新田、青田新田、初石の各村および後に流山町となる三輪野山村
  - 平方村、東深井村、西深井村、深井新田、平方村新田、平方原新田および中野久木村
- 1889年（明治22年）4月1日 - 町村制施行により、東葛飾郡の中野久木（江戸川以東）、桐ヶ谷、大畔、下花輪、谷、上新宿（江戸川以東）、上貝塚、平方、平方原新田、東深井、西深井、深井新田、平方新田（現・平方村新田）、北、小屋、上新宿新田（同年上新宿村より分立）、南（各村の江戸川以東）の各村および上花輪村飛地を合併して新川村となる。
- 1890年（明治23年） - 利根運河が完成。
- 1895年（明治28年）4月1日 - 平方新田および深井新田のうち、江戸川西岸にあった飛地が埼玉県北葛飾郡三輪野江村に編入される[2]。
- 1911年（明治44年）5月9日 - 千葉県営軽便鉄道運河駅が開業。
- 1943年（昭和19年）1月22日 - 利根運河の名称が、派川利根川へ変更される[3]。
- 1948年（昭和23年）5月31日 - 蔬菜指定産地となる[4]。
- 1950年（昭和25年）1月1日 - 蔬菜指定産地から外れる[5]。

- 1951年（昭和26年）4月1日 - 東葛飾郡流山町および八木村と合併し、江戸川町となる。

## 交通

### 鉄道路線
- 東武鉄道
  - 野田線
    - 運河駅

### 道路
- 流山街道（後の県道松戸野田線）
- 守谷街道（後の茨城県道・千葉県道47号守谷流山線）

## 現在の町名
おおむね江戸川台東、江戸川台西、大畔、北、上貝塚、上新宿新田、こうのす台、小屋、下花輪、谷、中野久木、西深井、東深井、平方、平方村新田、深井新田、富士見台、南、美原、若葉台に相当する。